# 十和田タクシー
株式会社十和田タクシー（とわだタクシー）は、秋田県鹿角市に本社を置くタクシー・バス会社。第一観光バスの子会社である。バス事業では貸切バスのほか、乗合バス事業としてJRバス東北（十和田南線）の廃止代替バスも運行する。
秋田県バス協会の会員にはなっていない。
なお、青森県にも同名の「十和田タクシー」という会社が複数存在する（「十和田タクシー (曖昧さ回避)」を参照）。

## 事業所
- 本社営業所

秋田県鹿角市十和田毛馬内字毛馬内23-3
- 十和田湖営業所（冬期閉鎖）

秋田県鹿角郡小坂町十和田湖字休平

## バス路線
- 八郎太郎号：十和田八幡平観光路線バス（季節運行）
  - 八幡平頂上 - 鹿角花輪駅 - 十和田南駅 - 大湯温泉 - 中滝 - 十和田湖
- 大湯花輪線
  - 鹿角花輪駅 - 十和田南駅 - 大湯温泉 - 四の岱 - 中滝（大湯温泉 - 中滝間は一部デマンド運行）
- 根市大湯線：鹿角花輪駅 - 上台 - 根市 - 大湯温泉
- 級ノ木線：鹿角花輪駅 - 級ノ木
- 上芦名沢高清水線：十和田小学校 - 高清水 - 上芦名沢
- 東山環状線：鹿角花輪駅 - 花輪スキー場 - 東山 - 鹿角花輪駅